# 8886 Elaeagnus
8886 Elaeagnus eller 1994 EG6 är en asteroid i huvudbältet som upptäcktes den 9 mars 1994 av den belgiske astronomen Eric W. Elst vid CERGA-observatoriet. Den är uppkallad efter Silverbusksläktet.
Asteroiden har en diameter på ungefär 3 kilometer och den tillhör asteroidgruppen Matterania.